# Палаун
Мін Палаун (Пхалаун, Фалаун) (бірм. မင်းဖလောင်; 27 лютого 1535 — 4 липня 1593) — 17-й володар араканської держави М'яу-У в 1572—1593 роках. У бенгальців відомий як Сікандар-шах.

## Життєпис

### Принц
Син Мінбіна, володаря М'яу-У, та королеви Сошін. Народився 1535 року, отримавши ім'я Пхадо Хтве (бірм. ဖွားတော်ထွေး — «наймолодший син царя»), оскільки він був наймолодшою дитиною. Оскільки він народився під час нападу португальців на М'яу-У, яких араканською називали «Палаун», молодий принц став відомий під прізвиськом Мін Палаун («Португальський принц»). Він отримав у володіння місто Сіттантін.
У 1546—1547 роках отримав номінальне командування армійським підрозділом під час війни з імперією Таунгу. Потім одружився зі своєю зведеною сестрою Соміто, чия мати була онукою короля Мінхаї.
Після смерті батька 1554 року вірно служив братові Міндікха, а потім іншим його наступникам. У 1572 році після раптової смерті небожа Секк'ї спадкував владу. На церемонії інтронізації оженився на доньці свого попередника — Сошінлатт. Він також одружився з Сотанді, дружиною трьох попередніх володарів. Він зробив свого старшого сина Тадо Дхаммуразу своїм спадкоємцем, а свого другого сина — Тадомінсо — головнокомандувачем.

### Володарювання
Загалом продовжував політику попередників. Намагався встановити контроль над північною Бенгалією та князівством Твіпра. У січні 1575 року його війська перемогли Джой Манік'я I, магараджу Твіпри, який визнав зверхність М'яу-У. Він тримав сильну залогу у Читтагонзі, посилений великою кількістю португальських моряків і найманців. Щороку посилав війська на сотнях човнів, повністю укомплектованих боєприпасами, до Читтагонгу.
У 1580 році війська Баїннауна, володаря імперії Таунгу, вдерлися до Аракану, що складалися з 24 тис. піхоти, 1200 вершників, 120 слонів та флоту в 1300 човнів. Ворог спочатку захопив порт Сандовей. За цим війська Палауна відступили до своєї столиці, де змогли чинити гідний спротив. Флот М'яу-У зумів завдати поразки флоту Таунгу, завдяки чому ворог не досяг успіху, повернувшись до себе. У 1581 року виступило нове військо Таунгу, але військова кампанія припинилася у листопаді того ж року після смерті Баїннауна.
В наступні роки зберігав мирні відносини з сусідами, чому сприяло знищення Бенгальського султанату військами Великих Моголів. 1586 року Палаун зіткнувся з потужним повстанням у Читтагонзі, основою яких стали португальські та бенгальські найманці. Анаук-бгурам (намісник Заходу) Тадомінсо, син Палауна, не зміг придушити повстання, внаслідок чого воно поширилося на князівство Твіпра, де місцевий магараджа Амар Манік'я оголосив про незалежність. Палаун особисто очолив похід, зумівши захопити Читтагонг, але острови в гирлі Гангу продовжували контролювати португальські найманці, що розпочали піратські дії проти торговельних суден, які йшли до портів М'яу-У. В свою чергу Палаун приборкав магараджу Твіпри, а потім підкорив князівство Уттара-Радж (північна Бенгалія).
Продовжив політику попередників, розбудовуючи столицю, звів новий палац, у який він уперше увійшов із пишною церемонією 8 вересня 1577 року. Полюбив полювати на слонів. Він був власником трьох білих слонів, яких в регіоні вважали надзвичайно сприятливими та ознакою монарха, вперше впіймавши 1579 року, отримавши почесне прізвисько сінбюшин (власник білого слона).
Між 1585 і 1587 роками він фундував 17 буддійських пагод по всьому М'яу-У. Останньою пагодою, яку він фундував, була пагода Урітдо на пагорбі Тіла-Паббата біля річки Каладан. Він очолював церемонію закриття кімнати реліквій 29 березня 1592 року.
Найвідомішим храмом, побудованим ним, є пагода Пхара Оук у столиці. Він також фундував храм Пітака-Тайк для зберігання буддійських писань, отриманих із Канді.
Помер 1593 року. На той час його володіння простягалися від Сундарбану в Бенгалії до мису Неграйс на сході. Йому спадкував син Мінразаг'ї.